# Горан Йозинович
Горан Йозинович (хорв. Goran Jozinović, нар. 27 серпня 1990, Зениця) — хорватський футболіст, захисник словенського клубу «Копер». Грав за молодіжну збірну Хорватії.

## Клубна кар'єра
Народився 27 серпня 1990 року в місті Зениця. Вихованець футбольної школи клубу «Хайдук» (Спліт). Дорослу футбольну кар'єру розпочав 2007 року в основній команді того ж клубу, в якій провів один сезон, взявши участь у 13 матчах чемпіонату. 
Своєю грою за цю команду привернув увагу представників тренерського штабу клубу «Задар», до складу якого приєднався на умовах оренди 2008 року. Відіграв за команду з Задара наступні два сезони своєї ігрової кар'єри.
До складу клубу «Хайдук» (Спліт) повернувся з оренди 2010 року, з 2011 почав досить регулярно потрапляти до «основи» сплітської команди.
2015 року уклав контракт з клубом «Лугано», у складі якого провів наступні три роки своєї кар'єри гравця. 
Протягом 2018—2019 років захищав кольори клубу «Шаффгаузен».
До складу клубу «Копер» приєднався 2019 року. Станом на 18 червня 2021 року відіграв за команду з Копера 26 матчів в національному чемпіонаті.

## Виступи за збірні
2006 року дебютував у складі юнацької збірної Хорватії, взяв участь у 26 іграх на юнацькому рівні, відзначившись одним забитим голом.
З 2008 року залучався до складу молодіжної збірної Хорватії. На молодіжному рівні зіграв у 18 офіційних матчах.

## Статистика виступів

### Статистика клубних виступів
| Сезон             | Команда           | Чемпіонат         | Чемпіонат | Чемпіонат | Національний кубок | Національний кубок | Національний кубок | Континентальні кубки | Континентальні кубки | Континентальні кубки | Інші змагання | Інші змагання | Інші змагання | Усього | Усього |
| Сезон             | Команда           | Ліга              | Ігор      | Голів     | Ліга               | Ігор               | Голів              | Ліга                 | Ігор                 | Голів                | Ліга          | Ігор          | Голів         | Ігор   | Голів  |
| ----------------- | ----------------- | ----------------- | --------- | --------- | ------------------ | ------------------ | ------------------ | -------------------- | -------------------- | -------------------- | ------------- | ------------- | ------------- | ------ | ------ |
| 2007–08           | «Хайдук» (Спліт)  | 1.ХНЛ             | 11        | 0         | КХ                 | ?                  | ?                  | -                    | -                    | -                    | -             | -             | -             | 11     | 0      |
| 2008-груд.        | «Хайдук» (Спліт)  | 1.ХНЛ             | 2         | 0         | КХ                 | ?                  | ?                  | КУЄФА                | 0                    | 0                    | -             | -             | -             | 2      | 0      |
| січ.-2009         | «Задар»           | 1.ХНЛ             | 14        | 0         | КХ                 | ?                  | ?                  | -                    | -                    | -                    | -             | -             | -             | 11     | 0      |
| 2009-груд.        | «Задар»           | 1.ХНЛ             | 13        | 1         | КХ                 | ?                  | ?                  | -                    | -                    | -                    | -             | -             | -             | 13     | 1      |
| Усього за Задар   | Усього за Задар   | Усього за Задар   | 27        | 1         |                    | 0                  | 0                  |                      |                      |                      |               | -             | -             | 27     | 1      |
| січ.-2010         | «Хайдук» (Спліт)  | 1.ХНЛ             | 5         | 1         | КХ                 | ?                  | ?                  | -                    | -                    | -                    | -             | -             | -             | 5      | 1      |
| 2010–11           | «Хайдук» (Спліт)  | 1.ХНЛ             | 22        | 0         | КХ                 | ?                  | ?                  | ЛЄ                   | 4                    | 0                    | -             | -             | -             | 26     | 0      |
| 2011–12           | «Хайдук» (Спліт)  | 1.ХНЛ             | 3         | 0         | КХ                 | ?                  | ?                  | ЛЄ                   | 0                    | 0                    | -             | -             | -             | 3      | 0      |
| 2012–13           | «Хайдук» (Спліт)  | 1.ХНЛ             | 22        | 1         | КХ                 | ?                  | ?                  | ЛЄ                   | 3                    | 0                    | -             | -             | -             | 25     | 0      |
| 2013–14           | «Хайдук» (Спліт)  | 1.ХНЛ             | 29        | 0         | КХ                 | 3                  | 0                  | ЛЄ                   | 3                    | 0                    | -             | -             | -             | 35     | 0      |
| 2014–15           | «Хайдук» (Спліт)  | 1.ХНЛ             | 23        | 0         | КХ                 | 3                  | 1                  | ЛЄ                   | 2                    | 0                    | -             | -             | -             | 28     | 1      |
| Усього за Хайдук  | Усього за Хайдук  | Усього за Хайдук  | 117       | 2         |                    | 6                  | 1                  |                      | 12                   | 0                    |               | -             | -             | 135    | 3      |
| 2015–16           | «Лугано»          | СЛ                | 22        | 0         | СА                 | 5                  | 0                  | -                    | -                    | -                    | -             | -             | -             | 27     | 0      |
| 2016–17           | «Лугано»          | СЛ                | 18        | 0         | СА                 | 2                  | 0                  | -                    | -                    | -                    | -             | -             | -             | 20     | 0      |
| Усього за Лугано  | Усього за Лугано  | Усього за Лугано  | 40        | 0         |                    | 7                  | 0                  |                      | -                    | -                    |               | -             | -             | 47     | 0      |
| Усього за кар'єру | Усього за кар'єру | Усього за кар'єру | 184       | 3         |                    | 13+                | 1+                 |                      | 12                   | 0                    |               | -             | -             | 209+   | 4+     |

## Титули і досягнення
- Володар Кубка Хорватії (1):

«Хайдук» (Спліт): 2012–13